# Кучо (Козенца)
Кучо је насеље у Италији у округу Козенца, региону Калабрија.
Према процени из 2011. у насељу је живело 202 становника. Насеље се налази на надморској висини од 509 м.